# ليو بيك (كرة سلة)
ليو بيك (بالإنجليزية: Lew Beck)‏ مواليد 19 أبريل 1922 في بورتلاند - الوفاة 25 أبريل 1970، كان لاعب كرة سلة أمريكي. يبلغ طوله 6 قدم 0 بوصة (1.8 م).

## الميداليات
| الميدالية | المسابقة                       |
| --------- | ------------------------------ |
| ذهبية     | الألعاب الأولمبية الصيفية 1948 |

## روابط خارجية
- ليو بيك على موقع الاتحاد الدولي لكرة السلة (الإنجليزية)
- ليو بيك على موقع سبورتس رفرنس (الإنجليزية)
- ليو بيك على موقع أوليمبيديا (الإنجليزية)